# V/H/S
Pour les articles homonymes, voir VHS.
Série
V/H/S/2
(2013)
Série
Siren (spin-off de Amateur Night)
(2016)
Pour plus de détails, voir Fiche technique et Distribution.
V/H/S est un film à sketches d'horreur found footage américain réalisé par David Bruckner, Glenn McQuaid (en), Radio Silence Productions, Joe Swanberg, Ti West, Adam Wingard et sorti en 2012.
Notamment produit par le site web spécialiste du genre Bloody Disgusting, le film est composé de différents sketches. Chacun des segments est entrecoupé par l’histoire principale : un cambriolage. Ce sont des conversations animés entre les membres de la bande, ou parfois seulement des plans sur les pièces de la maison pendant qu’un des membres se charge de changer de cassette.
Le film est d'abord passé par le festival du film de Sundance 2012 avant de sortir en salles aux États-Unis. Il connaitra six suites, deux spin-offs (Siren et Kids vs. Aliens) ainsi qu'une mini-série sur Snapchat.

## Synopsis

### Tape 56et trame narrative globale
Réalisé par Adam Wingard
Un groupe de trentenaires filme ses activités criminelles. Ils agressent sexuellement une jeune femme dans un parking et poursuivent son compagnon, avant de vandaliser une maison abandonnée. Ils doivent ensuite trouver la bonne cassette VHS parmi plusieurs autres dans une maison qu'ils cambriolent, pour le compte d'un mystérieux commanditaire qui leur donnera de l’argent en échange du vol. Avant d’arriver à trouver la bonne, les jeunes vont devoir visionner cinq autres cassettes.

### Amateur Night
Réalisé par David Bruckner
Lors d’une soirée, trois amis avides de sexe vont faire la connaissance de deux jeunes femmes. Ils arrivent à les ramener dans leur chambre d’hôtel, seulement, l’une d’elles est en réalité une espèce de sucube qui ne va pas se laisser entraîner dans leurs jeux sexuels.

### Second Honeymoon
Réalisé par Ti West
Un jeune couple réalise un road trip à travers les États-Unis. Ils ne savent pas qu'ils sont suivis par une étrange jeune femme, quasi-fantomatique. Elle va s’introduire plusieurs fois dans leur chambre d’hôtel et faire des actions aussi inutiles qu'absurdes (elle trempe une brosse à dents dans la cuvette des toilettes, vole de l’argent dans le portefeuille de l’homme, enlève la couverture du couple durant la nuit...).

### Tuesday the17th
Réalisé par Glenn McQuaid (en)
Deux femmes et deux hommes font une virée en forêt et pique-niquent au bord d’un lac. Ce lieu est réputé pour être le théâtre de meurtres violents et inexpliqués.

### The Sick Thing That Happened to Emily When She Was Younger
Réalisé par Joe Swanberg
Emily et James vivent une histoire d'amour à distance. Ils se parlent chaque soir (puis parfois la nuit) par appels vidéos, parfois entrecoupés de scènes de nudité. La fille habite dans un appartement apparemment hanté par un ou plusieurs enfants.

### 10/31/98
Réalisé par le collectif Radio Silence
Quatre amis se rendent à une fête d’Halloween costumée. Ils se trompent de maison et entrent dans une où, au grenier, une femme est séquestrée, attachée puis violentée par plusieurs hommes. Ils parviennent finalement à la sortir de la maison, mais la femme est apparemment surnaturelle.

## Fiche technique
Sauf indication contraire, les informations mentionnées dans cette section peuvent être confirmées par la base de données cinématographiques IMDb,  présente dans la section « Liens externes ».
- Titre original : V/H/S
- Réalisation : David Bruckner, Glenn McQuaid (en), Radio Silence, Joe Swanberg, Ti West et Adam Wingard
- Scénario : Simon Barrett, Matt Bettinelli-Olpin, David Bruckner, Tyler Gillett, Justin Martinez, Glenn McQuaid, Nicholas Tecosky, Chad Villella et Ti West
- Direction artistique :
- Décors : Raymond Carr
- Costumes : Liz Vastola
- Photographie : Eric Branco, Andrew Droz Palermo, Victoria K. Warren et Michael J. Wilson
- Son : Owen Granich-Young et Brett Hinton
- Montage : Joe Gressis
- Production : Roxanne Benjamin, Gary Binkow et Bradley Miska
- Société de production : Bloody Disgusting, The Collective et Radio Silence Productions
- Société de distribution : Magnet Releasing (États-Unis)
- Pays d’origine :  États-Unis
- Langue originale : anglais
- Format : Couleurs - 35mm - 1.85:1 - Son Dolby numérique
- Genre : horreur, found footage, anthologie
- Durée : 116 minutes, 93 minutes (version censurée)
- Dates de sortie[1] : 
  - États-Unis : 22 janvier 2012 (festival du film de Sundance)
  - États-Unis : 5 octobre 2012
  - France : 15 septembre 2012
- Classification[2] :
  - États-Unis : R - Restricted
  - France : interdit aux moins de 18 ans

## Distribution

### Tape 56
- Calvin Reeder (VFB : Pierre Lognay) : Gary
- Lane Hughes (VFB : Olivier Prémel) : Zak
- Kentucker Audley : Rox
- Adam Wingard : Brad
- Frank Stack : le vieil homme
- Sarah Byrne : Abbey
- Melissa Boatright : Tabitha
- Simon Barrett : Steve
- Andrew Droz Palermo : le 5ème malfaiteur

### Amateur Night
- Hannah Fierman : Lily
- Mike Donlan : Shane
- Joe Sykes : Patrick
- Drew Sawyer : Clint
- Jas Sams : Lisa
- Nicholas Tecosky : le barman

### Second Honeymoon
- Joe Swanberg : Sam
- Sophia Takal : Stephanie
- Kate Lyn Sheil : la femme

### Tuesday the 17th
- Norma C. Quinones : Wendy
- Drew Moerlein : Joey
- Jeannine Yoder : Samantha
- Jason Yachanin : Spider
- Bryce Burke : le tueur
- Jennifer Sacks : la victime du muret
- Glenn McQuaid : la victime du lac

### The Sick Thing That Happened to Emily When She Was Younger
- Helen Rogers : Emily
- Daniel Kaufman : James
- Liz Harvey : la nouvelle copine

### 10/31/98
- Chad Villela : Chad
- Matt Bettinelli-Oldpin : Matt
- Tyler Gillett : Tyler
- Paul Natonek : Paul
- Nicole Erb : la femme

Source : crédits DVD

## Production
Le tournage a lieu en Californie (Altadena), à Columbia dans le Missouri, à Atlanta en Géorgie, à Flagstaff et Williamson en Arizona et dans les montagnes Catskill dans l'État de New York.
Le segment Amateur Night est filmé avec des lunettes, à la différence des autres found footage traditionnellement filmés avec une caméra DV.

## Distinctions
- Festival international du film fantastique de Gérardmer 2013

## Suites et dérivés
V/H/S connait cinq suites :
- V/H/S/2 (2013)
- V/H/S Viral (2014)
- V/H/S 94 (2021)
- V/H/S 99 (2022)
- V/H/S 85 (2023)

Par ailleurs, Gregg Bishop réalise le spin-off Siren, sorti en 2016, et adapté du segment Amateur Night. Une mini-série est ensuite diffusée sur Snapchat. Ce premier opus - dans sa globalité, pas simplement le segment sur les cambrioleurs - est souvent considéré comme le meilleur épisode de la saga.